# Exèrcit Secret Armeni per a l'Alliberament d'Armènia

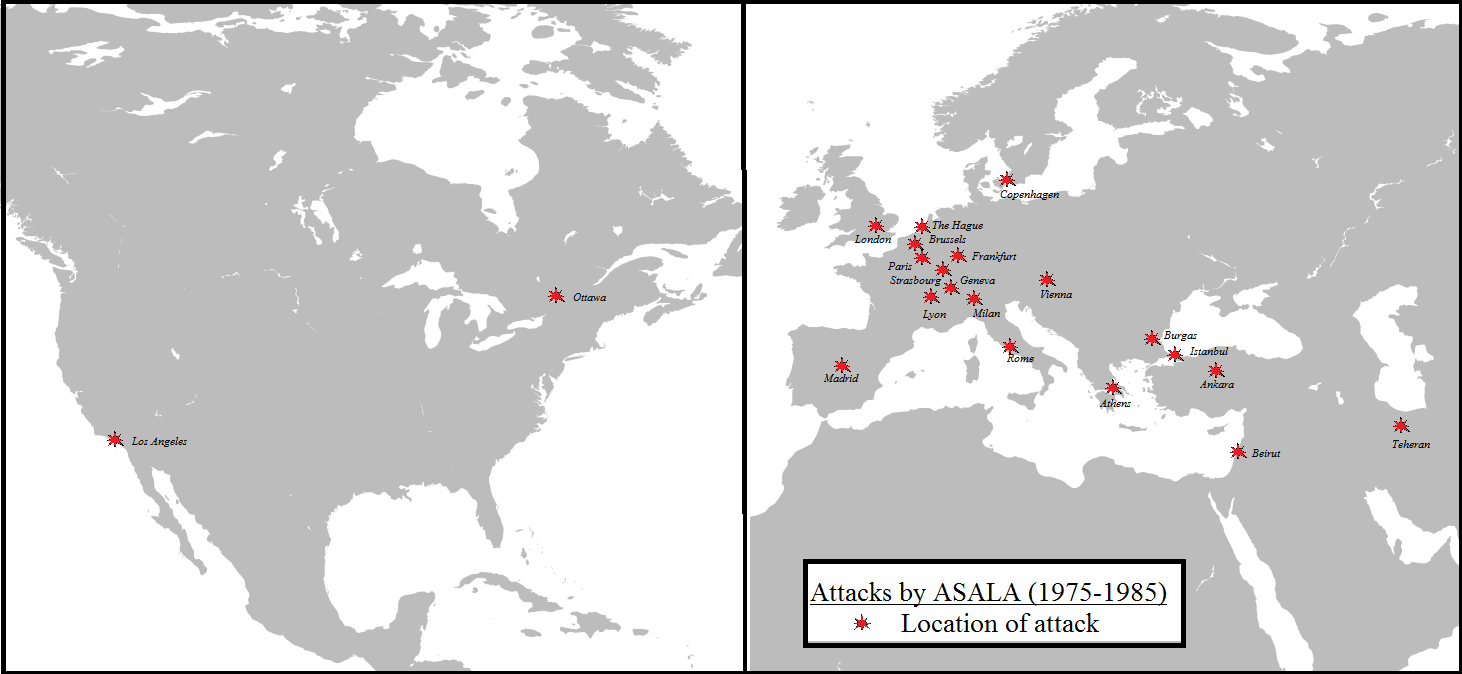
Mapa dels atacs d'ASALA

L'Exèrcit Secret Armeni per a l'Alliberament d'Armènia (en armeni, Hayastani Azatagrut'yan Hi ha Gaghtni Banak), també conegut com a ASALA, fou una organització armada armènia, reconeguda com a organització terrorista pels Estats Units, Azerbaidjan i Turquia, fundada l'any 1975 i operativa fins a principis de la dècada de 1990. El seu objectiu principal era el reconeixement del genocidi armeni pel govern turc, així com la creació d'una Armènia independent a partir de les minories ètniques de la pàtria armènia a l'est d'Anatòlia (d'acord amb el Tractat de Sevres, i que en última instància mai va entrar en vigor), per a passar, en un futur, a ser integrada en l'existent República d'Armènia. L'organització armada també actuà sota els noms de Grup Orly (per un dels seus sagnants atemptats en aquest aeroport francès) i Organització 3 d'octubre. D'ideologia marxista-leninista i amb fins nacionalistes, fou fundada per Hagop Tarakchian i Hagop Hagopian i liderada per Hagopian. El seu objectiu era obligar el govern turc a reconèixer el seu paper en el genocidi armeni de 1915, compensar als supervivents o les seves famílies i traspassar el territori del nord del país per a un estat armeni autònom per a ser unificat amb l'antiga República Socialista Soviètica d'Armènia de l'època.
Les activitats del grup van començar amb atemptats amb bomba i assassinats contra ciutadans turcs i diplomàtics. El primer atemptat terrorista comès per aquesta organització va ser un atac contra l'oficina del Consell Mundial d'Esglésies (WCC) a Beirut. El seu primer assassinat reconegut fou l'atemptat contra el diplomàtic turc Oktay Cerit a París, el 16 de febrer de 1976. El manifest del grup—que constava de vuit punts— va ser publicat en 1981. L'atac més destructiu i sagnant del grup va tenir lloc el 7 d'agost de 1982 quan nou persones van ser assassinades i setanta van resultar ferides de diversa consideració en un atemptat a l'aeroport d'Ankara. Un altre atemptat terrorista, el del 15 de juliol de 1983, va matar vuit persones i va ferir més de cinquanta en l'Aeroport d'Orly. L'atac va originar una escissió en el grup quant a la tàctica a emprar, resultant dues entitats escindides: els Nacionalistes (ASALA-militant) i el Moviment Popular (ASALA-Mouvement Révolutionnaire). Com organització terrorista va rebre l'ajuda de Síria i Líbia en els anys vuitanta i possiblement de França.
Va mantenir contactes amb l'Organització per a l'Alliberament de Palestina (OAP), el Front Popular per a l'Alliberament de Palestina (FPAP) i el Front Popular per a l'Alliberament de Palestina-Comandament General (FPAP-CG). Amb la invasió israeliana del Líban en 1982, el grup va perdre la major part de la seva organització i suport. Traslladat a Síria, es va trobar distanciat de l'OAP, i es té informació que les tibants relacions entre les dues organitzacions van arribar a tal punt que l'OAP va passar material confidencial als serveis d'intel·ligència francesos en 1983, detallant les activitats d'ASALA. Hagop Hagopian, fundador i capdavanter del grup terrorista, va ser executat en la seva casa d'Atenes el 25 d'abril de 1988 per un agent de l'espionatge turc (MIT), (Tarakchian va morir del càncer en 1980) i el grup va caure en inactivitat i en diversos cismes interns, associant-se més estretament amb el Partit dels Treballadors del Kurdistan (PKK). L'organització es va afeblir a causa del fet que les seves sagnants activitats no van ser donades suport com havien esperat al principi i a les reeixides activitats del contraespionatge de l'Organització d'Intel·ligència Nacional turca (Millî İstihbarat Teşkilatı, en les seves sigles, MIT) entre els anys 1980-1985 van danyar l'organització fins al punt de dissoldre-la, més si cap després de l'assassinat d'Hagop Hagopian pels agents turcs. Avui dia, el que queda del ASALA s'associa estretament amb el PKK, el Partit dels Treballadors del Kurdistan.

## Víctimes mortals comeses per ASALA
| Data                   | Lloc                                    | Ocupació | Nom                    |
| 27 de gener de 1973    | Santa Bárbara, Califòrnia, Estats Units | Cònsol general                                                                                                  | Mehmet BAYDAR          |
|                        |                                         | Cònsol | Bahadır DEMİR          |
| 22 d'octubre de 1975   | Viena, Àustria                          | Ambaixador | Daniş TUNALIGİL'       |
| 24 d'octubre de 1975   | París, França                           | Ambaixador | İsmail EREZ            |
|                        |                                         | Xofer | Talip YENER            |
| 16 de febrer de 1976   | Beirut, Líban                           | Secretari general                                                                                               | Oktar CİRİT            |
| 9 de juny de 1977      | Ciutat del Vaticà, Vaticà               | Ambaixador | Taha CARIM             |
| 2 de juny de 1978      | Madrid, Espanya                         | Esposa de l'ambaixador turc                                                                                     | Necla KUNERALP         |
|                        |                                         | Ambaixador (retirat, cunyat de l'ambaixador turc)                                                               | Beşir BALCIOĞLU        |
| 12 d'octubre de 1979   | La Haia, Països Baixos                  | Fill de l'ambaixador                                                                                            | Ahmet BENLER           |
| 22 de desembre de 1979 | París, França                           | Conseller de turisme                                                                                            | Yılmaz ÇOLPAN          |
| 31 de juliol 1980      | Atenes, Grècia                          | Agregat administratiu                                                                                           | Galip ÖZMEN            |
|                        |                                         | Filla de l'agregat administratiu (14 anys)                                                                      | Neslihan ÖZMEN         |
| 17 de desembre de 1980 | Sydney, Austràlia                       | Cònsol general                                                                                                  | Şarık ARIYAK           |
|                        |                                         | Agregat de seguretat                                                                                            | Engin SEVER            |
| 4 de març de 1981      | París, França                           | Agregat de treball                                                                                              | Reşat MORALI           |
|                        |                                         | Afers religiosos                                                                                                | Tecelli ARI            |
| 9 de juny de 1981      | Ginebra, Suïssa                         | Secretari contractual                                                                                           | M. Savaş YERGÜZ        |
| 24 de setembre de 1981 | París, França                           | Agregat de seguretat                                                                                            | Cemal ÖZEN             |
| 28 de gener de 1982    | Los Angeles, Califòrnia, Estats Units   | Cònsol general                                                                                                  | Kemal ARIKAN           |
| 8 d'abril de 1982      | Ottawa, Ontario, Canadà                 | Conseller d'Afers comercials                                                                                    | Kani GÜNGÖR            |
| 4 de maig de 1982      | Boston, Massachusetts, Estats Units     | Cònsol general                                                                                                  | Orhan GÜNDÜZ           |
| 7 de juny de 1982      | Lisboa, Portugal                        | Agregat administratiu                                                                                           | Erkut AKBAY            |
| 27 d'agost de 1982     | Ottawa, Ontario, Canadà                 | Agregat militar                                                                                                 | Coronel Atilla ALTIKAT |
| 9 de setembre de 1982  | Burgàs, Bulgària                        | Agregat administratiu                                                                                           | Bora SÜELKAN           |
| 8 de gener de 1983     | Lisboa, Portugal                        | Esposa d'Erkut AKBAY, patí lesions de gravetat en l'atemptat del 7 de juny de 1982 i morí el 8 de gener de 1983 | Nadide EKBAT           |
| 4 de març de 1981      | Belgrad, RF Iugoslàvia (avui Sèrbia)    | Ambaixador | Galip BALKAR           |
| 14 de juliol de 1983   | Brussel·les, Bèlgica                    | Agregat administratiu                                                                                           | Dursun AKSOY           |
| 27 de juliol de 1983   | Lisboa, Portugal                        | Esposa del conseller                                                                                            | Cahide MIHÇIOĞLU       |
| 28 d'abril de 1984     | Teheran, Iran                           | Esposa del secretari contractual                                                                                | Işık YÖNDER            |
| 20 de juny de 1984     | Viena, Àustria                          | Agregat de treball                                                                                              | Erdoğan ÖZEN           |
| 19 de novembre de 1984 | Viena, Àustria                          | Delegat internacional                                                                                           | Evner ERGUN            |
| 7 d'octubre de 1991    | Atenes, Grècia                          | Agregat de premsa                                                                                               | Çetin GÖRGÜ            |
| 11 de desembre de 1993 | Bagdad, Iraq                            | Agregat administratiu                                                                                           | Çağlar YÜCEL'          |

Així mateix, en l'atemptat comès a Madrid el 2 de juny de 1978 va morir el ciutadà espanyol Antonio Torres, xofer de l'ambaixador turc a la capital d'Espanya.